# بوريس كيرنر
بوريس كيرنر (بالألمانية: Boris Kerner)‏ (و. 1947 – م) هو فيزيائي، ومهندس مدني، ومهندس من ألمانيا . ولد في موسكو .

## مناصب وهيئات
أدار جامعة دويسبورغ-إيسن.